# Border Reivers (rugby à XV)
Ne doit pas être confondu avec Border Reivers.
Les Border Reivers, autrefois connus sous le nom de Scottish Borders Rugby, sont une des quatre équipes professionnelles écossaises de rugby à XV avec Edinburgh Rugby, Caledonia Reds et les Glasgow Warriors.  
En 2006-07, les Reivers ont participé à la Celtic League, à la Celtic Cup et au Challenge européen. La franchise est dissoute à la fin de la saison 2006-07.

## Nom
Les Border Reivers étaient des pillards qui écumèrent la frontière anglo-écossaise, la région dite des Borders, pendant environ 300 ans de la fin du XIIIe à la fin du XVIe siècle.

## Histoire

### Le rugby dans la région des Borders
Le rugby à XV dans les Borders a une longue et glorieuse tradition. La Border League fut la première compétition de rugby à XV créée au monde, et une sélection du Sud rencontra régulièrement les équipes de l’hémisphère sud en tournée en Écosse.
Beaucoup de clubs célèbres des Borders comme Gala, Melrose ou Hawick font partie de l’élite écossaise.

### Période amateur
L'équipe est créée en 1890 en tant que club de district du Sud.

### Les Border Reivers et le rugby des Borders
Quand la Heineken Cup fut créée, les dirigeants de la Scottish Rugby Union (SRU) redoutèrent que les clubs écossais historiques semi professionnels ne puissent rivaliser avec les meilleures équipes françaises et anglaises, et estimèrent que la création d’équipes régionales, à l’instar de ce que faisaient les Irlandais (Ulster, Munster, Leinster…) permettrait de mieux ancrer le rugby écossais dans le professionnalisme. Quatre franchises furent lancées, dont Scottish Borders Rugby représentant la région des Borders, au sud du pays, région traditionnelle du rugby écossais, afin de participer à la Heineken Cup. Elle est la propriété de la fédération écossaise.
Très vite, les difficultés financières de la SRU (notamment son énorme dette, due en partie à la rénovation de Murrayfield) entraînèrent un remaniement. Après deux saisons, la fédération fut contrainte de fusionner les quatre équipes existantes pour n’en conserver que deux. En 1998, les Scottish Borders Rugby, renommés entretemps Border Reivers, fusionnèrent avec Edimbourg pour devenir les Edinburgh Reivers, au grand dam des amateurs de rugby des Borders qui virent disparaître le rugby pro dans leur région.
L'équipe fut ressuscitée en 2002 sous le nom de The Borders et prit part à la deuxième saison de la Ligue celtique (aussi appelée Magners League, du nom de son sponsor). Elle reprit le nom de Border Reivers pour la saison 2005-2006.
Les Borders n’ont jamais brillé, terminant derniers de la Ligue celtique en 2004, 2005 et 2007.

### Dissolution
En raison de la fragilité du rugby des Borders, l’existence de la franchise a toujours été menacée. Certains[Qui ?] attribuent les difficultés des Reivers à l’entêtement de la SRU à vouloir faire du rugby un succès à Glasgow[réf. nécessaire] (une ville où le football a toujours été le sport le plus populaire).
Néanmoins, le 27 mars 2007, la Fédération écossaise de rugby (Scottish Rugby Union) a annoncé la dissolution de la franchise des Borders,. Propriété de la Fédération, la franchise a connu un échec retentissant aux plans financier (35 millions d'euros lors de l’exercice 2005-2006), populaire (moins de 1 000 spectateurs de moyenne) et sportif (dernière de la Ligue celtique et éliminée dès le premier tour de la Coupe d’Europe). La SRU compte économiser 3 millions d’euros par an et renforcer les Glasgow Warriors. Ses joueurs seront libres de s’engager avec qui bon leur semble en fin de saison.

## Joueurs emblématiques
- Kelly Brown
- Chris Cusiter
- Kevin Dalzell
- Simon Danielli
- Bruce Douglas
- Ross Ford
- Steve Scott
- Gregor Townsend